# 春潮 (1932年电影)
《春潮》是中国在1932年拍摄的一部有声电影，是中国第一部用国产录音机拍的有声电影。由高占非和王人美主演，蔡楚生编剧，郑应时导演。
这部电影根据屠格涅夫的小说改编。剧情一堆青年男女的爱情悲剧。青年工程师张国华与表妹严玉煐相爱。张国华外出谋生，做了交际花金媚梨的情虏。严玉煐得知后，亲往寻找，竟被拒之门外。严玉煐回到家后病倒。后来，她在病床上听到张国华因刺杀金媚梨而被判无期徒刑的消息，更受刺激，唱着当初和表哥一起唱的情歌离开了人世。